# Karel Pavlík (malíř)
Karel Pavlík (30. října 1862 Golčův Jeníkov – 23. dubna 1890 Praha) byl český malíř.

## Život
Byl synem chudého vojenského vysloužilce. V útlém dětství se s rodiči přestěhoval do Prahy, kde se po absolvování obecné školy začal učit řemeslům – zlatnictví, strojnictví, lakýrnictví a malířství písma. V posledním z nich se u něj probudil výtvarný talent a navzdory hmotné bídě se rozhodl studovat na pražské malířské akademii. K jeho učitelům tam patřili Maxmilián Pirner a František Sequens. Studium pro něj bylo kvůli nedostatku prostředků velmi náročné, ale Pavlík projevil silnou vůli a školu úspěšně dokončil.
V následujících letech se věnoval velkým obrazům pro výstavy (zpravidla jeden ročně) a ilustracím pro časopisy (např. Zlatá Praha nebo Světozor). Slibně se rozvíjející tvorbu ale brzy ukončila tuberkulóza. Pro českou výtvarnou obec znamenala jeho smrt velkou ztrátu. Pohřben byl 25. dubna 1890 na Vyšehradském hřbitově.

## Dílo
- Praxitelovi se zjevuje Venuše – první velký obraz, představený na výroční výstavě Krasoumné jednoty v Rudolfinu r. 1886. Navzdory některým začátečnickým chybám[4] se tu projevil jako nadaný a nadějný malíř. Ukázal, že mu jde nejen o techniku, ale i ušlechtilost myšlenky.[5]
- Samson a Dalila – předvedený na následující výroční výstavě (1887); zaujal výpravností i seskupením barev.[5][8]
- Otrokář pompejánský,[5] resp. Obchodník s otroky[4] – další práce s antickou tematikou; zobrazuje předvádění a prodej pohledných otrokyň. Autor prokázal dovednost při malbě nahého těla. Projevuje se tu vliv polského malíře Siemiradzkého.[4] Byl to největší a nejzajímavější exponát na rudolfinské výstavě v roce 1888.[5]
- Eva – menší obraz otrokyně obtočené hadem, namalovaný pro výroční výstavu r. 1889[5]
- Soud Libušin – nedokončený velký obraz, původně určený pro výstavu r. 1890. Malíř jím reagoval na kritiku z vlasteneckých kruhů, které mu vyčítaly nedostatek zájmu o domácí témata.[5] Práci na něm začal už v roce 1888, ale v dokončení mu zabránily jak technické problémy (rozměrnost díla a nutnost jeho stěhování),[4] tak i postupující nemoc.[5].
- Ilustrace k Zeyerovu básnickému cyklu Vyšehrad. Dokončil pouze dvě z nich.[4][9]
- Vytvořil i několik menších prací z prostředí Řecka a Říma[4] a různé ilustrace (např. Jarní nálada pro Zlatou Prahu)[7]

## Galerie

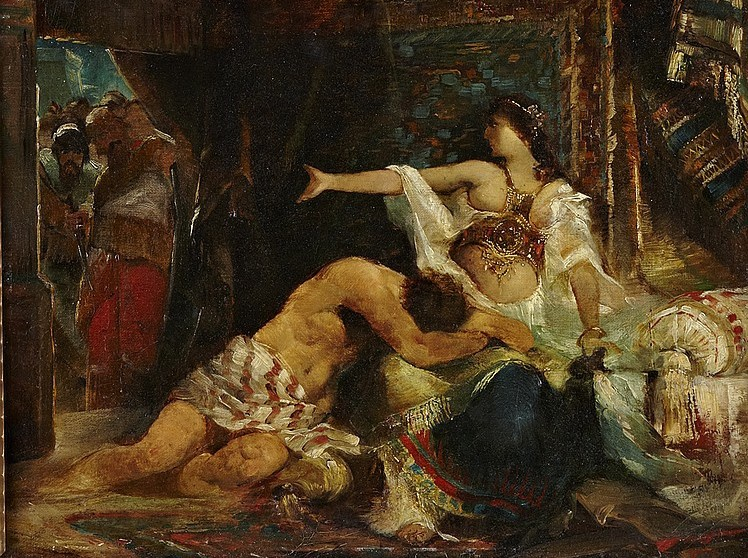
Karel Pavlík – Samson a Dalila (1889)
Portrét ženy (olej na plátně)